# Krętki
Krętki (łac. Spirochaetes) – typ długich i cienkich bakterii Gram-ujemnych, przypominających korkociągi o długości 10 – 13 µm Treponema pallidum. Poruszają się ruchami rotacyjnymi przy pomocy swoistych wewnętrznych rzęsek zwanych nićmi osiowymi.
Żyją zarówno w warunkach tlenowych jak i beztlenowych. Występują w środowisku wodnym jako symbionty oraz komensale fauny wodnej. Są saprotrofami lub pasożytami.
Groźne dla człowieka gatunki to np.:
- krętek blady, wywołujący kiłę[1][2][3][5]
- krętek duru powrotnego, wywołujący dur powrotny[1][3][5]
- krętek frambezji, wywołujący owrzodzenie błon śluzowych (występuje w klimacie tropikalnym)[3]
- krętek pinty, wywołujący stany zapalne skóry[3]

Krętki mogą także wywoływać boreliozę, a gatunki z rodzaju Leptospira – leptospirozy (tzw. krętkowice) – ostre, odzwierzęce choroby zakaźne.

## Systematyka
Do krętków zalicza się dwie rodziny:
- Spirochaetaceae
  - Borrelia (np. B. burgdorferi, B. recurrentis)
  - Treponema (np. T. pallidum, T. pertenue)
- Leptospiraceae
  - Leptospira (np. L. interrogans)